# Gennadij Krasnickij
Gennadij Aleksandrovič Krasnickij (in russo Геннадий Александрович Красницкий?; Tashkent, 27 agosto 1940 – Qurǧonteppa, 12 giugno 1988) è stato un calciatore sovietico, di ruolo attaccante.
Si è suicidato nel 1988 all'età di 47 anni, gettandosi da una finestra.

## Carriera

### Club
Durante la sua carriera ha giocato solo con il Paxtakor, con cui conta 247 presenze e 102 reti.

### Nazionale
Conta 3 presenze ed una rete con la Nazionale sovietica.

## Statistiche

### Cronologia presenze e reti in nazionale
| Cronologia completa delle presenze e delle reti in nazionale ― Unione Sovietica | Cronologia completa delle presenze e delle reti in nazionale ― Unione Sovietica | Cronologia completa delle presenze e delle reti in nazionale ― Unione Sovietica | Cronologia completa delle presenze e delle reti in nazionale ― Unione Sovietica | Cronologia completa delle presenze e delle reti in nazionale ― Unione Sovietica | Cronologia completa delle presenze e delle reti in nazionale ― Unione Sovietica | Cronologia completa delle presenze e delle reti in nazionale ― Unione Sovietica | Cronologia completa delle presenze e delle reti in nazionale ― Unione Sovietica |
| Data                                                                            | Città                                                                           | In casa                                                                         | Risultato                                                                       | Ospiti                                                                          | Competizione                                                                    | Reti                                                                            | Note                                                                            |
| ------------------------------------------------------------------------------- | ------------------------------------------------------------------------------- | ------------------------------------------------------------------------------- | ------------------------------------------------------------------------------- | ------------------------------------------------------------------------------- | ------------------------------------------------------------------------------- | ------------------------------------------------------------------------------- | ------------------------------------------------------------------------------- |
| 21-5-1961                                                                       | Varsavia                                                                        | Polonia                                                                         | 1 – 0                                                                           | Unione Sovietica                                                                | Amichevole                                                                      | -                                                                               | 60’                                                                             |
| 16-5-1965                                                                       | Mosca                                                                           | Unione Sovietica                                                                | 0 – 0                                                                           | Austria                                                                         | Amichevole                                                                      | -                                                                               | 46’                                                                             |
| 18-9-1966                                                                       | Belgrado                                                                        | Jugoslavia                                                                      | 1 – 2                                                                           | Unione Sovietica                                                                | Amichevole                                                                      | 1                                                                               |                                                                                 |
| Totale                                                                          |                                                                                 | Presenze                                                                        | 3                                                                               |                                                                                 | Reti                                                                            | 1                                                                               |                                                                                 |